# Haquinus Germundi
Haquinus Germundi, död 1604 i Stora Åby socken, var en svensk präst i Stora Åby församling och kontraktsprost i Lysings kontrakt.

## Biografi
Haquinus Germundi blev 1564 kyrkoherde i Stora Åby församling och 1580 kontraktsprost i Lysings kontrakt. Han skrev 31 juli 1568 under trohetsförsäkran till hertig Johan, 1582 liturgin, 1593 Uppsala mötes beslut och 25 juni 1598 riksdagsbeslutet i Vadstena. Germundi avled 1604 i Stora Åby socken.